# Oreorchis aurantiaca
Oreorchis aurantiaca är en orkidéart som beskrevs av Phillip James Cribb och Nicholas Pearce. Oreorchis aurantiaca ingår i släktet Oreorchis och familjen orkidéer. Inga underarter finns listade i Catalogue of Life.